# バマー人民解放軍
バマー人民解放軍（バマーじんみんかいほうぐん、ビルマ語: ဗမာပြည်သူ့လွတ်မြောက်ရေးတပ်တော်、英語: Bamar People's Liberation Army、 略称:BPLA）は、ミャンマーの武装組織である。ミャンマーの著名な詩人かつ人権活動家であるマウンサウンカーを含む、2021年ミャンマークーデター抗議デモ参加者17人によって2021年4月17日に結成された。BPLAのロゴは、円形に配置された9枚の孔雀の羽で構成されたものであり、これは最後のビルマ国王の象徴である。
BPLAは国民統一政府（NUG）の支援を受けず、いずれの少数民族武装勢力（EAO）の指揮下にもなく、独立して活動しており、自立型PDFに分類される。兵力は約1,000人と言われ、ビルマ族が多数を占める。

## 目的
マウンサウンカーがBPLAを設立したのは、カレン族、カチン族、ラカイン族などの他民族と違ってビルマ族には独自の反政府武装組織がないという考えに基づいている。そして、ビルマ族が他民族を支配してきたことを率直に認め、その支配を終わらせ、連邦民主制の下で多様な民族グループの結束を強化することを目的としている。また、マウンサウンカーは文民政権が誕生すればBPLAは解散するとしている。
BPLAのホームページには以下のような政治目的が掲げられている。
1. 独裁政権の崩壊とすべての人々の抑圧的な支配からの解放。
2. 人種優越主義の終焉と平等と自己決定の達成。
3. 民主主義と人権を保証する新しい連邦国家の建設。
4. 新しい連邦連合の構築において、バマー連邦ユニット（または）バマー州を連合メンバーとして含む。
5. 公衆の自由と安全を守る。

## 活動
BPLAは、2021年4月17日、カレン民族解放軍（KNLA）第5旅団の領土・カレン州・パーアン県・ハプン郡区（別名：Mutraw）で結成された。KNLA副司令官で第5旅団の事実上のリーダー・ソー・ボーチョーヘー（Saw Baw Kyaw Heh）中将とマウンサウンカーとの個人的親交によるものである。

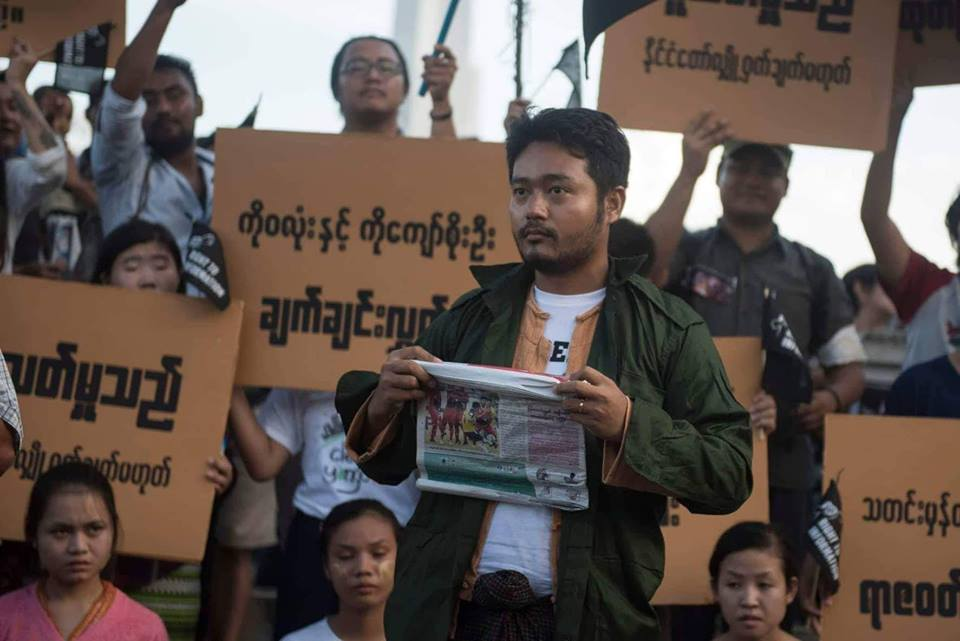
マウンサウンカー

BPLAは、KNLA第5旅団とアラカン軍（AA）の下で軍事訓練を受けた後、カレン州（BPLAは「第107軍管区」と呼ぶ）でKNLA第5旅団、第1旅団、第3旅団、カレンニー州でカレンニー諸民族防衛隊（KNDF）の下で軍事作戦に参加した。またシャン州北部（同「第203軍管区 」）でも、ミャンマー民族民主同盟軍（MNDAA）第611旅団 の下で軍事作戦に参加し、2023年の1027作戦にも約200人の兵士を擁して参加した。三兄弟同盟の中で唯一、タアン民族解放軍（TNLA）とのみ関係が希薄だが、2025年7月の時点では、今後連携を深めていく予定とのことである。また、マウンサウンカーによると、当初、BPLAが独自に購入した兵器はライフル銃11丁のみで、残りはKNU、AA、MNDAAから借り受けたものなのだという。
2024年9月、マウンサウンカーは、BPLAの拠点を、アニャー地域（同「第308軍管区」）へ移転する意向を発表した。その際、マウンサウンカーは「ビルマ族から構成される軍隊にとって、ビルマ族の地域に拠点を置き、そこで活動することはわれわれのビジョンの重要な部分だ」というメッセージを発した。

## 組織

### 組織構造
BPLAは、マウンサウンカー総司令官（CC）を頂点に、最高作戦責任者（COO）、副作戦責任者（DOO）、最高政治責任者（CPO）、副政治責任者（DPO）、そして財務と情報を担当する将校らによって支えられている、トップダウン型組織である。各部隊の司令官は軍事作戦における主要な決定や兵站形成において決定権を持っておらず、すべてマウンサンカーの決定を仰がなければならない。ただし、メンバーの意見は採り入れるとしている。
また、BPLAは、能力と経験に勝る同盟相手の少数民族武装勢力（EAO）に敬意を表すために、階級制度は導入せず、任務によってのみメンバーを区分している。メンバーには訓練段階から軍服を支給し、軍事訓練の課程には連邦制をテーマにした授業もある。メンバーは革命が終わるまで奉仕することを誓約しなければならず、メンバー個人が公的な寄付を求めることや、現金を保有することを禁じている。  寄付希望者はBPLAにに直接寄付することができ、透明性を確保するため、寄付金はBPLAのソーシャルメディアページに掲載される。

### 兵力
約1,000人。2021年以降の戦死者数は約20人。

### 活動地域
- 第107軍管区 - カレン州
- 第203軍管区 - シャン州北部
- 第308軍管区 - アニャー地域（2025年7月の時点で予定）[12]